# Willi Krakau
Willi Krakau  va ser un pilot de curses automobilístiques alemany que va arribar a disputar curses de Fórmula 1.
Willi Krakau va néixer el 4 de desembre del 1911 a Felgeleben, Saxònia i va morir el 26 d'abril de 1995 a Peine, Baixa Saxònia.
Abans de passar-se als esports de motor va ser membre de l'equip de rem alemany als Jocs Olímpics d'Estiu de 1936.

## A la F1
Va debutar a la sisena cursa de la temporada 1952 (la tercera temporada de la història) del campionat del món de la Fórmula 1, disputant el 3 d'agost del 1959 el GP d'Alemanya al Circuit de Nürburgring.
Willi Krakau va participar en una única prova puntuable pel campionat de la F1, no aconseguint classificar-se per disputar la cursa i no assolint cap punt pel campionat del món de pilots.

## Resultats a la Fórmula 1
| Any  | Equip        | Xassís | Motor          | 1   | 2   | 3   | 4   | 5   | 6       | 7   | 8   | Posició | Punts |
| ---- | ------------ | ------ | -------------- | --- | --- | --- | --- | --- | ------- | --- | --- | ------- | ----- |
| 1952 | Willi Krakau | AFM    | BMW 328 2.0 L6 | SUI | 500 | BEL | FRA | GBR | ALE NVQ | HOL | ITA | NC      | 0     |

### Resum
| Curses: | Victòries: | Pòdiums: | Poles: | Voltes ràpides: | Punts: |
| ------- | ---------- | -------- | ------ | --------------- | ------ |
| 1       | 0          | 0        | 0      | 0               | 0      |